# Lambert Verreyken
Lambert Verreyken ( ? - 's-Hertogenbosch, 4 juli 1629), zoon van Lodewijck Verreyken en heer van Imde en Wolvertem, was als onder meer kapitein in dienst bij de Spaanse koning tijdens de Tachtigjarige Oorlog. In 1627 was Verreyken, die als bijnaam 'de wakkere' had, actief als onderbevelhebber in Grol (Groenlo) tijdens het Beleg van Groenlo. Doordat de gouverneur, en tevens legeraanvoerder van de Spaanse troepen in Grol, Matthijs van Dulcken tijdens het beleg gewond raakte aan zijn schouder, kreeg Verreyken het bevel over het Leger van Vlaanderen in Grol. Zijn voornaamste acties bestonden uit het pareren van Staatse aanvallen. Enkele malen voerde hij met 300 man aanvallen uit buiten de poorten. Ondanks het verzet van de Spaanse troepen moest de stad en Verreyken zich op 19 augustus 1627 gewonnen geven.

Na het beleg van Grol was Verreyken gepromoveerd tot kapitein. Bij het Beleg van 's-Hertogenboschin 1629 was Verreyken als kapitein der kurassiers aanwezig, alwaar hij in de nacht van 3 op 4 juli sneuvelde bij een uitval.

## Trivia
- Na zijn dood zou gedurende een jaar elke week in Wolvertem een mis opgedragen zijn voor de zielenrust van Verreyken.